# Castillo de Amieira
El castillo de Amieira, también llamado castillo da Amieira, en Alentejo, se encuentra en la parroquia y el pueblo de Amieira do Tejo, en el municipio de Nisa, distrito de Portalegre, en Portugal.
El antiguo pueblo de Amieira, a medio camino entre Belver y Nisa, formaba parte de la llamada Línea del Tajo, línea de defensa de la frontera, en la orilla sur del río Tajo. Era uno de los once pueblos que la  Orden Soberana y Militar de Malta tenía en la región.

## Historia

### El castillo medieval
En el contexto de las luchas por la  Reconquista de la península ibérica y la formación del reino de Portugal, el rey Sancho II de Portugal (1223-1248) hizo una importante donación de tierras a la Orden de San Juan del Hospital de Jerusalén, incluyendo las aldeas de Amieira, Belver y Crato (1232).
De los tres, el último en ser fortificado fue el de Amieira, cerca de un siglo después, bajo el reinado de Alfonso IV de Portugal (1325-1357). La construcción del castillo se atribuye al prior Frei Álvaro Gonçalves Pereira, hijo bastardo del prior de la Orden del Hospital de Portugal, mons. Gonzalo Pereira, y padre del futuro condestable, Nuno Álvares Pereira. Algunas obras debieron ser dirigidas por otro hijo, Pedro Pereira y no fueron terminadas en 1359, como se desprende de una carta real enviada ese año a D. Álvaro, habiendo sido terminadas en 1362.
Durante la Crisis de 1383-1385, el entonces Prior del Hospital, D. Pedro Pereira, reconoció a principios de 1384 la autoridad de doña Beatriz, hija de D. Fernando, y, como tal, heredera legítima del trono portugués. El castillo da Amieira, junto con otros de la Orden, obedeció a la reina, situación que se modificó unos meses después, por influencia del condestable D. Nuno Álvares Pereira, hermano del Prior, que partió para Castilla.
El único episodio militar en el que el castillo estuvo involucrado ocurrió en 1440. Cuando doña Leonor, princesa de Aragón, en desacuerdo con el infante D. Pedro, se retiró con la complicidad del prior Nuno de Góis a Crato, invocando en su ayuda a las fuerzas del Reino de Castilla que rodeaban Amieira. Ante esta insubordinación, D. Pedro determinó la ocupación de los castillos del Priorato del Hospital en esta zona fronteriza, ordenando a D. Álvaro Vaz de Almada, conde de Abranches, atacan el castillo de Amieira. Sin ofrecer resistencia los castillos se rindieron, el prior de Crato y D. Leonor huyeron a Castilla y se restableció la paz. El castillo de Amieira pasó a manos de Pedro Rodrigues de Castro como alcalde al final del conflicto.
En los siglos siguientes, se llevaron a cabo pequeñas obras de modernización bajo el reinado de Juan II (1481-1495) y Manuel I (1495-1521), una fase en la que habría servido como prisión. Data del siglo XVI, 1556, la construcción de una capilla bajo la invocación de Juan el Bautista.

## Galería de imágenes

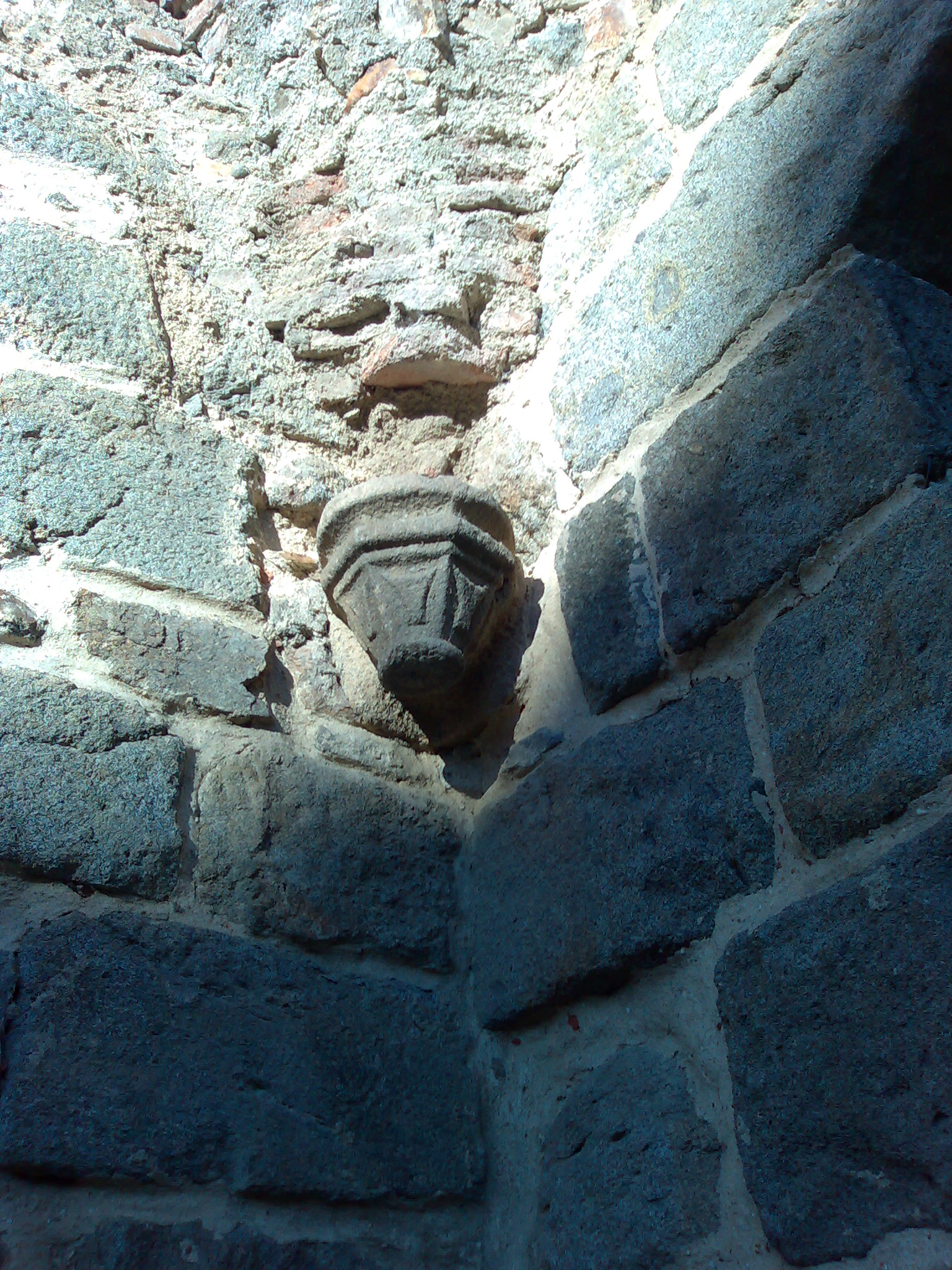
Detalle de lamuralla
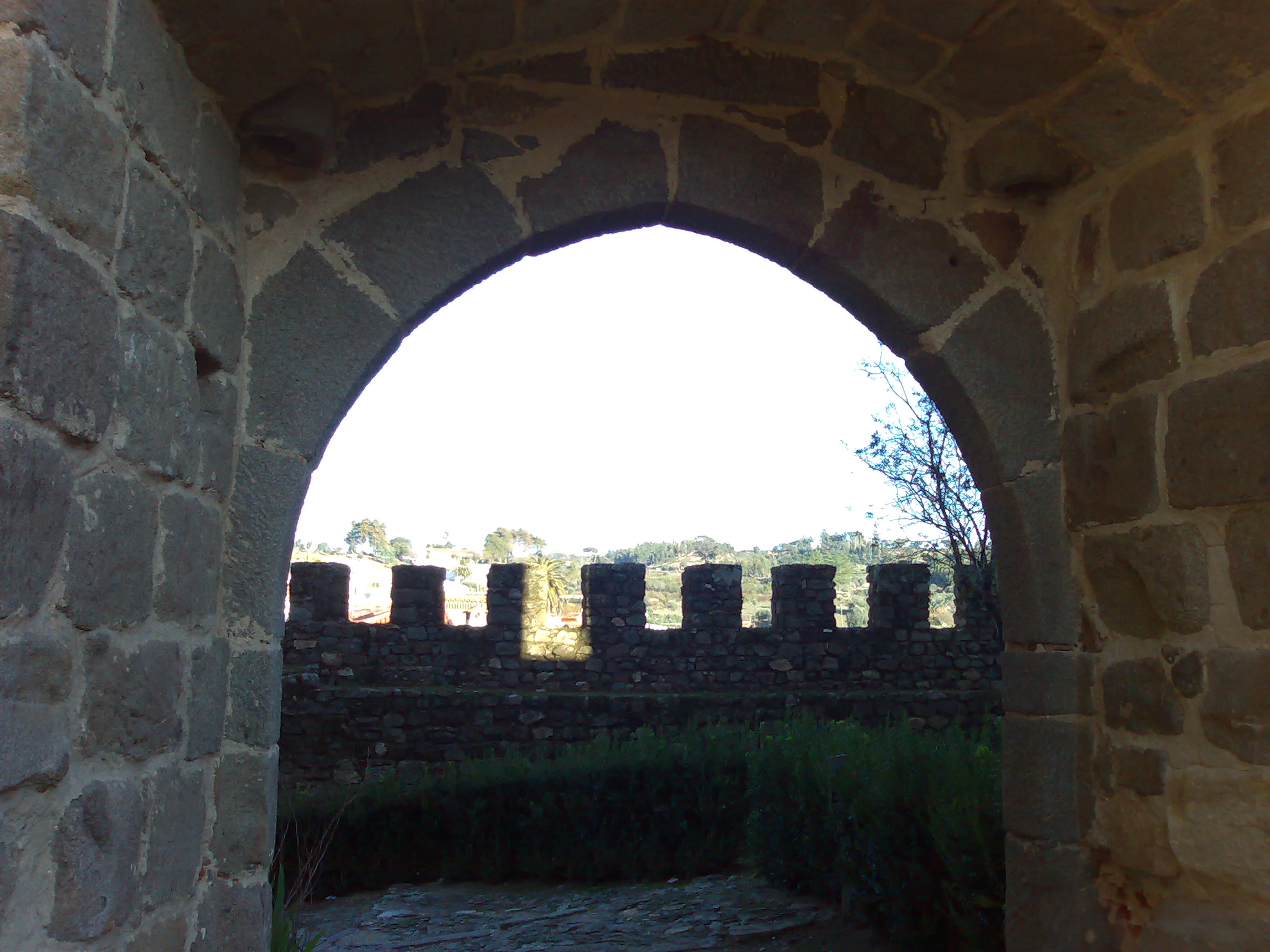
Puerta de la muralla y barbacana
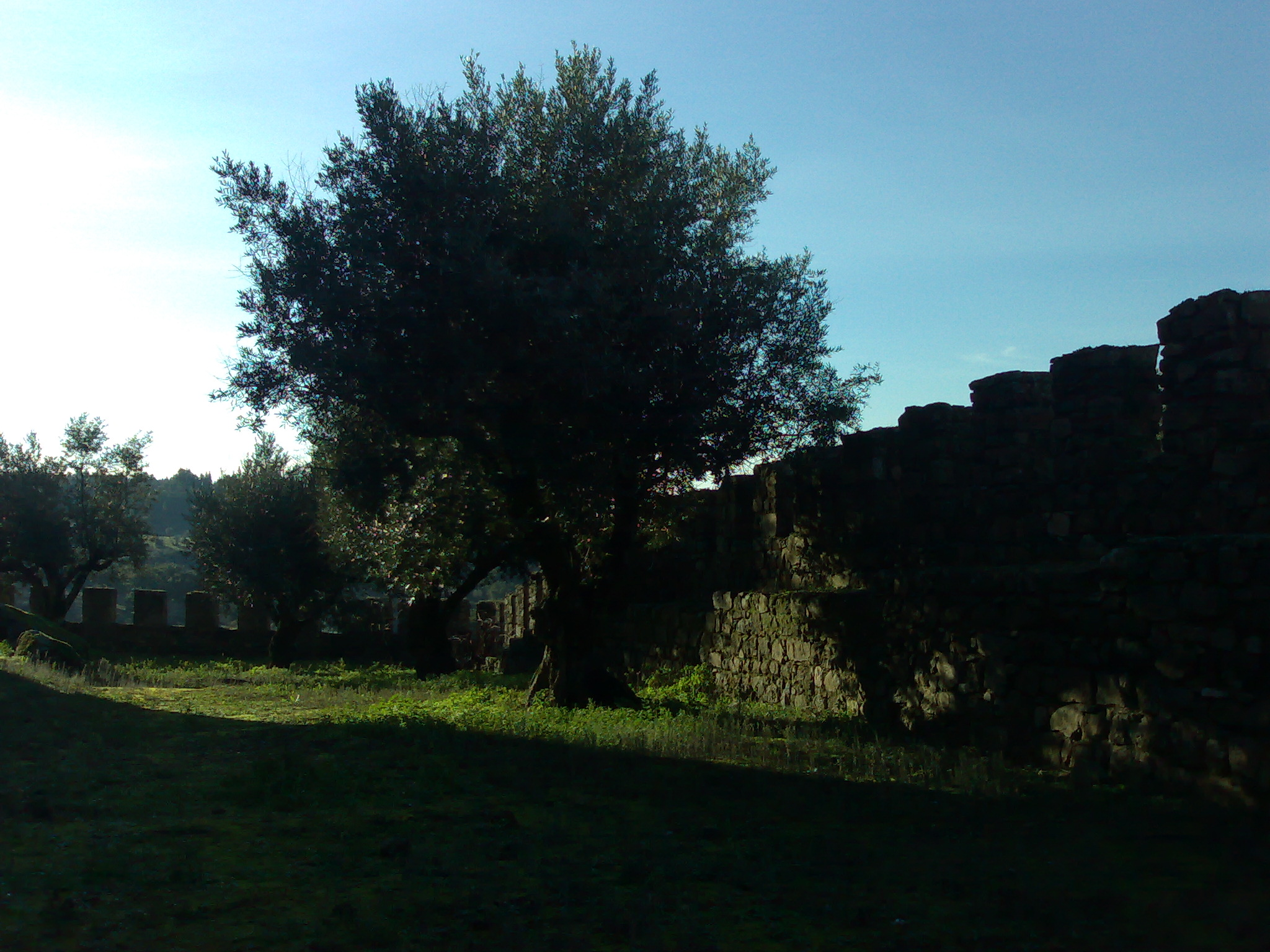
Barbacana
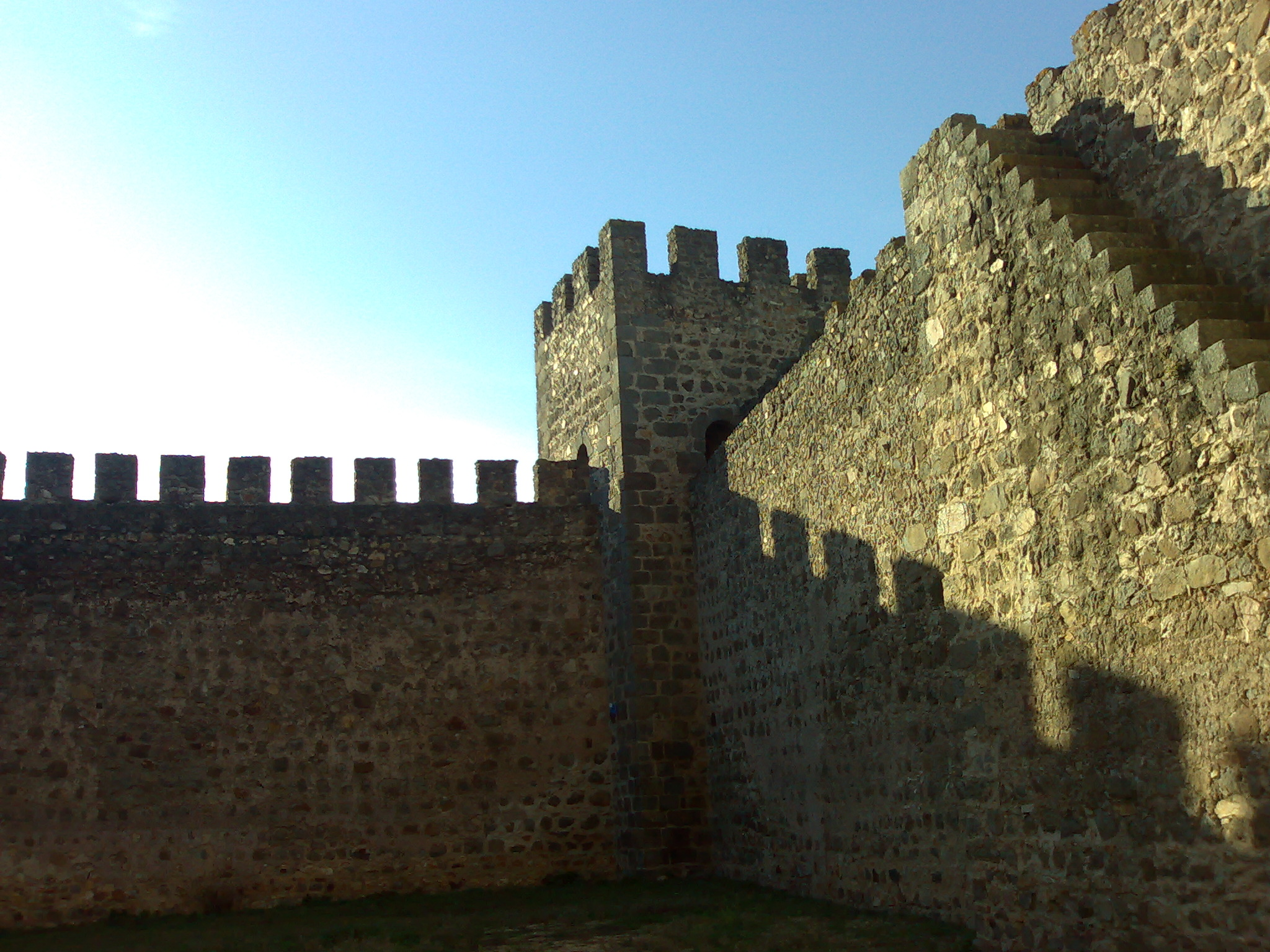
Torre y muralla
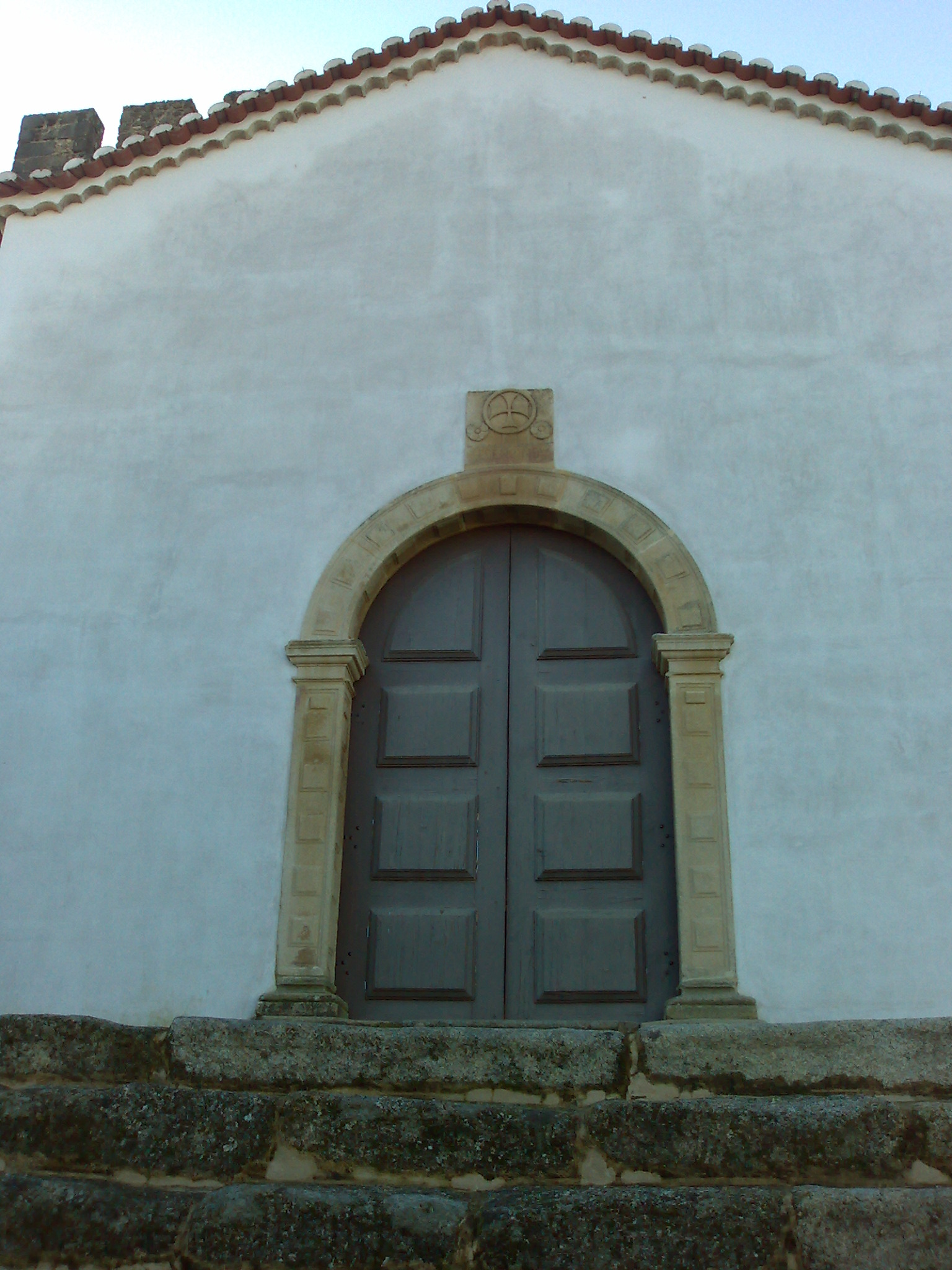
Capilla de San Juan Bautista